# Godin (krater księżycowy)
Godin – krater uderzeniowy na Księżycu zlokalizowany na południe od krateru Agrippa, na szorstkiej wyżynnej powierzchni na wschód od Sinus Medii. Zniszczony krater Tempel leży na północny wschód. Na południu są zalane pozostałości krateru Lade.
Brzeg krateru Godin ma owalny kształt. Wnętrze jest chropowate i ma wyższe albedo niż otoczenie. Na środku wzrasta główny szczyt. Krater otacza słaby system promieni powstałych po uderzeniu o średnicy około 375 kilometrów.

## Satelickie kratery
| Godin | Szerokość | Długość | Średnica |
| ----- | --------- | ------- | -------- |
| A     | 2,7° N    | 9,7° E  | 9 km     |
| B     | 0,7° N    | 9,8° E  | 12 km    |
| C     | 1,5° N    | 8,4° E  | 4 km     |
| D     | 1,0° N    | 8,3° E  | 5 km     |
| E     | 1,7° N    | 12,4° E | 4 km     |
| G     | 1,9° N    | 11,0° E | 7 km     |